# Zakia Zaki
Zakia Zaki (nascida em 1972 – 4 de junho de 2007), foi uma jornalista do Afeganistão na Rádio da Paz do Afeganistão (Sada-i-Sulh), estação de rádio do norte de Cabul, no Afeganistão. Zaki foi a primeira jornalista afegã a falar abertamente contra os talibãs depois de as forças militares dos EUA iniciarem a Guerra no Afeganistão (2001-2014); ao mesmo tempo ela também defendeu outras causas, como a igualdade de género e os direitos das mulheres no Afeganistão. O seu assassinato foi visto como parte de uma série de ataques recentes contra mulheres de alto perfil do Afeganistão.

## Vida pessoal
Zakia Zaki era conhecida por ser independente e ser uma activista na sua comunidade. Enquanto ela foi a fundador da estação de rádio "Rádio da Paz do Afeganistão", esta mulher com 35 anos de idade também foi a directora de uma escola local. Ela e o seu marido, Abdul Ahad Ranjabr, foram pais de seis filhos, quatro rapazes e duas raparigas, e dois dos seus filhos estavam presentes no momento do seu assassinato. A família residia a cerca de 40 quilómetros no norte de Cabul, em Parwan.

## Carreira
Zaki foi fundadora e uma jornalista activa na Rádio da Paz do Afeganistão (Sada-i-Sulh) em Jabal Saraj, distrito de Jabal Saraj, Parwan, no Afeganistão. A estação recebia fundos monetários dos EUA como forma de financiamento e frequentemente falava sobre questões controversas, tais como os direitos das mulheres e a insurreição talibã. Os Estados Unidos secretamente financiavam 6 horas de radiodifusão da estação todos os dias. A França pagou o primeiro ano de produção e também 15 dias de formação de rádio para Zaki. A Rádio da Paz do Afeganistão foi iniciada em outubro de 2001, após a primeira queda do talibã. Senhores da guerra locais e os conservadores queriam encerrar a estação de rádio, e Zaki recebeu ameaças de mortes, principalmente nos dias que antecederam o seu assassinato. Além de ser uma jornalista, Zaki foi também uma professor de escola e concorreu ao parlamento no ano de 2005.